# Nagy Károly Csillagászati Alapítvány
A 2009-ben megalakult alapítvány fő célja Nagy Károly vegyész, matematikus, csillagász és ismeretterjesztő életművének megismerése és megismertetése, a csillagászat és űrkutatási ismeretek átadása, Nagy Károly egykori birtokának és az azon fekvő épületeknek a tudományos és kulturális rehabilitációjának elősegítése. Mindezen célok érdekében az alapítvány együttműködik Bicske város önkormányzatával, a Magyar Csillagászati Egyesülettel, a Nagy Károly Városi Könyvtárral, a Kulturális Örökségvédelmi Hivatallal és további szervezetekkel.
Az alapítvány Nagy Károly életével, birtokával, műszereivel kapcsolatos kutatásokat végez, továbbá támogatja a csillagászattal, űrkutatással összefüggő kutatást és ismeretterjesztést. Céljai megvalósulásáért továbbá országszerte csillagászati, csillagászattörténeti, űrkutatási előadásokat tart, Bicskén távcsöves bemutatásokat szervez.

## Külső hivatkozások
- A Nagy Károly Csillagászati Közhasznú Alapítvány honlapja